# Aleksandrówek (powiat poddębicki)
Aleksandrówek – wieś w Polsce położona w województwie łódzkim, w powiecie poddębickim, w gminie Poddębice, w pobliżu uroczyska leśnego Aleksandrówek. Znajduje się między wsiami Wólka, Adamów i Ciężków.
W latach 1975–1998 miejscowość administracyjnie należała do województwa sieradzkiego.
Na skraju lasu znajduje się stara osada (dawna gajówka nadleśnictwa Poddębice), obecnie własność prywatna. Można przypuszczać, że była to osada związana z prowadzeniem gospodarki leśnej w dobrach majorackich związanych z nadaniami cara Aleksandra II – stąd może pochodzić nazwa uroczyska leśnego, później Kolonii Aleksandrówek, a obecnie wsi. Według dawnej ewidencji osada miała nr 1 (obecnie 15), co może wskazywać na to, że była to pierwsza osada w tej miejscowości.